# Los Ángeles de San Rafael
Los Ángeles de San Rafael es una localidad española perteneciente al municipio de El Espinar, en la provincia de Segovia, comunidad autónoma de Castilla y León. 
El núcleo de población tiene continuidad en Vegas de Matute, conformando la entidad de Los Ángeles de Vegas de Matute, por lo que ambos municipios establecieron en febrero de 2019 la Mancomunidad Intermunicipal de los Ángeles de San Rafael (MILASR) para la gestión de algunos servicios públicos.

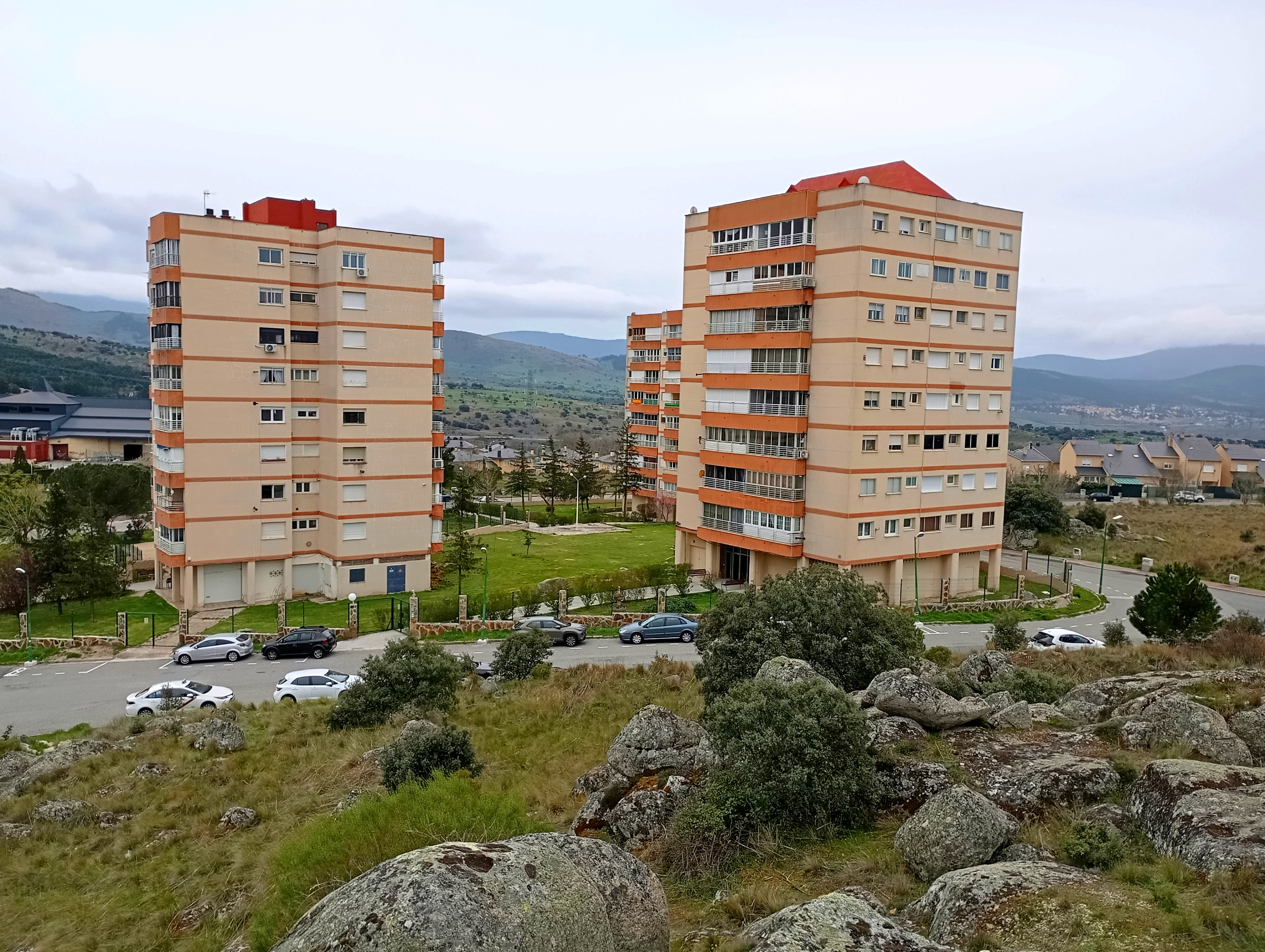
Vista de las tres torres de Los Ángeles de San Rafael

## Geografía

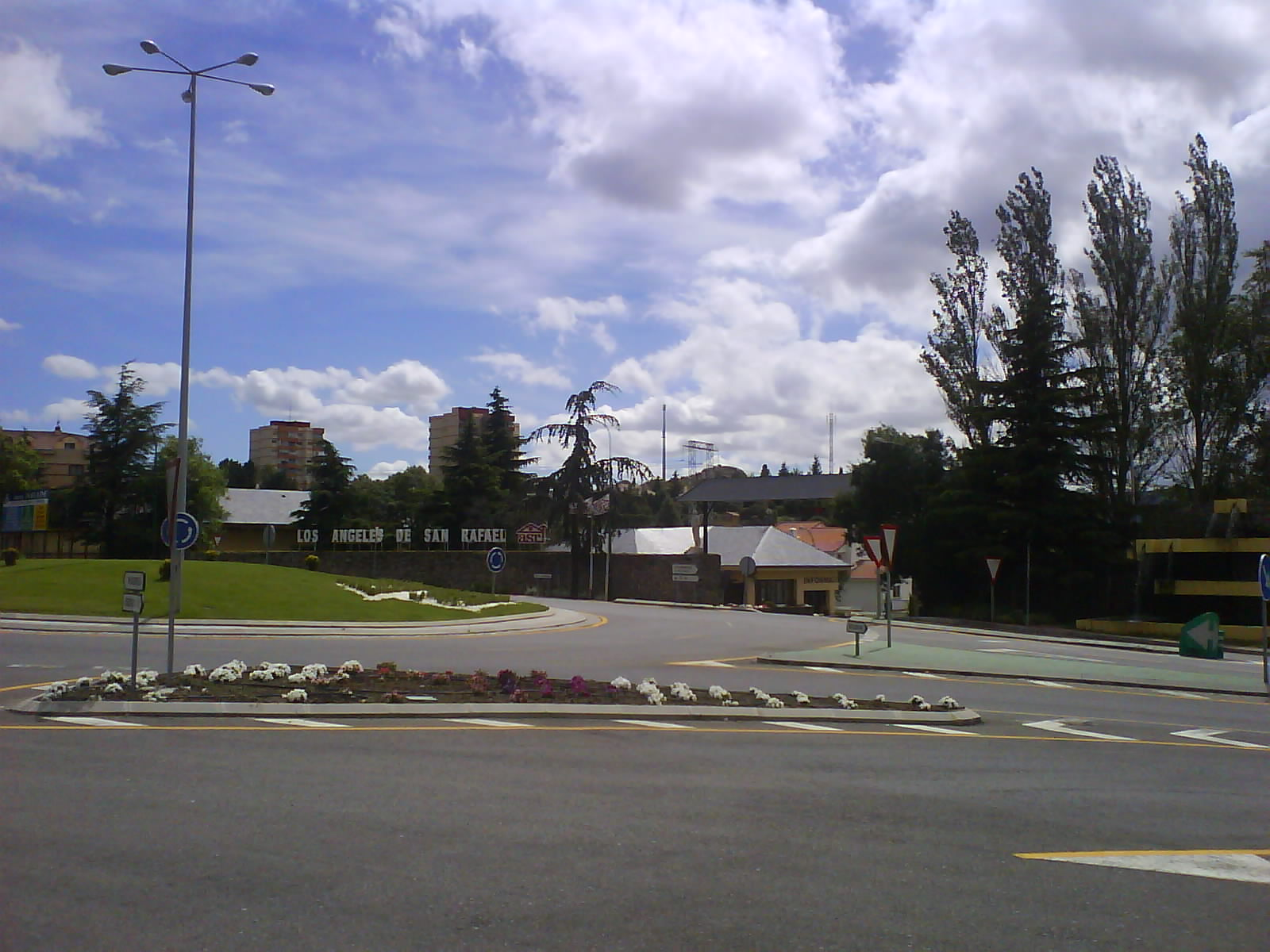
Entrada desde la N-603

Se encuentra en la falda norte de la sierra de Guadarrama, teniendo una temperatura media anual de 13 °C y 20 °C en los meses de verano.[cita requerida]

## Historia
El Plan Parcial que dio lugar a la urbanización de la finca El Carrascal fue aprobado el 28 de septiembre de 1967 a instancias de Jesús Gil.

### Tragedia de Los Ángeles de San Rafael
El domingo 15 de junio de 1969, 58 personas fallecieron y 150 resultaron heridas al ceder el techo de un edificio donde se celebraba un banquete. Dado que Jesús Gil era el dueño de todo el complejo, fue condenado a cinco años de prisión mayor tras prometer indemnizar con un millón de pesetas a cada familia de cada uno de los 58 fallecidos, pero fue indultado por Francisco Franco tras haber cumplido 18 meses de cárcel y haber pagado 400 millones de pesetas.

## Demografía
| Gráfica de evolución demográfica de Los Ángeles de San Rafael entre 2000 y 2022 |
|                                                                                 |
| Población de derecho (2000-2022) según el padrón municipal del INE              |

## Comunicaciones

### Tren
La línea de ferrocarril Media Distancia Madrid-Segovia con origen en la madrileña Estación de Atocha (si bien el servicio se inicia en Guadalajara) tiene cuatro paradas en el municipio. Una de ellas situada a la entrada de Los Ángeles de San Rafael, otro en la localidad de San Rafael y otro en el barrio de Gudillos. Pese a su denominación de Media Distancia, en la práctica es una extensión de la red de Cercanías Madrid, si bien no está incluida como tal en dicha red. Igualmente, dicha inclusión de la línea en la red de Cercanías Madrid (y la mejor explotación de la línea) es una vieja reivindicación municipal y regional.

### Autobuses

Plano de Autobús Urbano de El Espinar donde aparecen las dos líneas circulares del municipio

A la entrada de la urbanización en la N-603 existe una aparada de autobús de la línea VAC-246 que lo conecta con Segovia y Madrid.
El municipio dispone además de transporte urbano, concesión a la empresa Saiz Garrido, denominado popularmente "La Carrula" o "La Garrula". Aunque habitualmente funciona haciendo trayectos de ida y vuelta entre El Espinar, San Rafael y La Estación de El Espinar, también efectúa servicios hasta Los Ángeles de San Rafael desde el núcleo de El Espinar.